# Rick Engelkes
Richard (Rick) Engelkes (Amsterdam, 11 oktober 1959) is een Nederlands acteur en theaterproducent.

## Biografie
Engelkes brengt zijn jeugd door in Alphen aan den Rijn. Na zijn schoolperiode te Alphen kiest hij voor een opleiding aan de modeacademie Charles Montaigne in Amsterdam. Enkele jaren later, met zijn diploma op zak, vertrekt hij naar Parijs en krijgt hij een aanstelling als ontwerper bij het modehuis Jean-Charles de Castelbajac. Na twee jaar keert hij terug naar Nederland. Hij volgt acteerlessen en werkt zo nu en dan als fotomodel. In 1990 doet hij auditie voor een rol in  Goede tijden, slechte tijden, een nieuwe Nederlandse soap. Per de eerste aflevering, in oktober 1990, krijgt hij als de arts Simon Dekker (Dokter Simon) landelijke bekendheid. Na vier jaar verlaat hij deze serie om zich meer op het toneel te concentreren. Hij speelde ook in Blauw blauw, een Nederlandse politieserie van RTL 4. Blauw blauw ging over de dagelijkse beslommeringen van een politiebureau. Op het bureau in de Amsterdamse volkswijk De Pijp werkten de rechercheurs Paul (Rick Engelkes), Karin (Devika Strooker) en Wim (Johnny Kraaijkamp jr.).
Al snel richt Engelkes een eigen productiebedrijf op aanvankelijk gericht op het theater, maar inmiddels ook verantwoordelijk voor televisieprogramma's, films en commercials. In samenwerking met MTV produceert hij de theatervoorstellingen Sexual Perversity (2006), Romeo over Julia (2008) en Extreem (2009). Daarnaast blijft hij ook als acteur actief. Zo is hij in het theater o.a. te zien in Volmaakt geluk en Succes en speelt hij een hoofdrol in de films Kruimeltje en Pietje Bell.
In 2003 heeft Engelkes een hoofdrol in een commercial van Postkrediet, waarmee hij tevens een nominatie voor de Loden Leeuw in de wacht sleept. In 2009 is hij kandidaat in het AVRO-televisieprogramma Wie is de Mol?. Ook is Rick in dat jaar vanaf 30 maart te zien in de gastrol van Bart Leijendekker in de dramaserie Verborgen Gebreken.
Engelkes is gescheiden en heeft twee dochters uit dat huwelijk.

## Theater
- De Huisvrouwmonologen, producent van musical (2012-2013)
- Jon en de Jongens, producent van theaterstuk (2012-2013)
- Dik Trom de musical, producent van musical (2012-2013)
- Kramer vs. Kramer, producent van theaterstuk (2012-2013)
- De BonBonFabriek, producent van theaterstuk (2012-2013)
- Eten met Vrienden, producent van theaterstuk (2011-2012)
- Spuiten en Slikken, producent van theaterstuk (2010-2011)
- Kruimeltje - de musical, medeproducent van deze musical in Theater de Efteling (2010-2012)
- Kantje Boord, producent van theaterstuk (2011-2012)
- Blind Vertrouwen, producent van theaterstuk (2011)
- Showbizz, Baby!, producent van theaterstuk (2010-2011)
- Oranje Boven, producent van theaterstuk (2009-2011)
- Extreem, producent van theaterstuk (2009-2010)
- Romeo over Julia, producent van theaterstuk (2008-2009)
- Volmaakt Geluk, producent van theaterstuk (2007-2008)
- Sexual Perversity (reprise), producent van theaterstuk (2007)
- Sexual Perversity, producent van theaterstuk (2006-2007)
- Succes, producent van theaterstuk (2005-2006)
- Tape, producent van theaterstuk (2005-2006)
- Onze Jeugd, producent van theaterstuk (2003-2004)
- Eten met Vrienden, producent van theaterstuk (2002-2003)
- Twee op de Wip, producent van theaterstuk (1997-1998)
- Gek van Liefde, producent van theaterstuk (1996-1997)
- De Minnaar, producent van theaterstuk (1995-1996)
- De Minnaar (tournee op de Waddeneilanden), producent van theaterstuk (1994-1995)
- The Mousetrap (De Muizenval), producent van theaterstuk (2021)
- Kruimeltje (musical), producent van theaterstuk (2022-2023)
- Pietje Bell (musical) & de Bende van de Zwarte Hand, producent van theaterstuk (2023-2024)
- Murder on the Orient Express, producent van theaterstuk (2023-2024)
- Topvrouwen, producent van theaterstuk (2023-2024)
- Murder on the Nile, producent van theaterstuk en acteur (2024-2025)

## Televisie en film
- Zeg 'ns Aaa (1982) - Scholier
- Goede Tijden, Slechte Tijden (1990-1994) - Simon Dekker
- Zonder Ernst (1996) -  Philip
- Just a Moment (1997)
- Goede Tijden, Slechte Tijden (1997-1998) - Simon Dekker
- When the Light Comes (1998) - Robbert
- Goede tijden, slechte tijden: De reünie (1998) - Simon Dekker
- Lef (1999) - Luc
- Kruimeltje (1999) - Harry Volker
- Blauw blauw (1999-2000) - Det. Paul
- Baantjer (1995/2002) - Henri Wientjes / Quinten Wagenaar
- Goede Tijden, Slechte Tijden (2002-2003) - Simon Dekker
- Pietje Bell (2002) - Paul Velinga
- Costa! (2002) - Victor Bismarck
- Pietje Bell 2: De Jacht op de Tsarenkroon (2003) - Paul Velinga
- Verborgen gebreken (2009) - Bart Leijendekker
- Dol (2009) - John Dol
- De avonturen van Kruimeltje (2010) - Scheepskapitein
- Penny's Shadow (2011) - Erik
- Flikken Maastricht (2012) - Ferdi Van Dam
- Verliefd op Ibiza (2013) - Lex
- Jeuk! (2014) - Rick
- De overgave (2014) - Tim
- Bloedverwanten (2014) - Hugo
- Kruimeltje en de strijd om de goudmijn (2020) - Harry Volker